# Казеин
Казеинът (на латински: caseus – сирене) е млечен протеин, сборно наименование за няколко вида протеини, които се съдържат в млякото на бозайниците. Казеинът е единственият протеин в природата, чиято първа и основна функция е хранителна, а не структурна или метаболитна.
Казеинът коагулира под въздействието на сирищните ензими и не коагулира под въздействие на висока температура.
Казеинът съдържа четири вида протеини:
- αs1-казеин;
- αs2-казеин;
- β-казеин;
- κ-казеин.

В суровото мляко казеинът се съдържа под формата на мицели, които в сърцевината си съдържат αs1, αs2 и β-казеин, а отвън са покрити с обвивка от κ-казеин. Изоелектричната точка на казеина е при рН 4,6. Тъй като нормалното рН на млякото е 6,6 казеиновите мицели имат отрицателен заряд, благодарение на който взаимно се отблъскват и се разпределят равномерно в обема на млякото.
При подквасване или подсирване обвивката от κ-казеин се разгражда от съответните ензими, вследствие на което казеиновите мицели се свързват помежду си и от състояние на зол преминават в състояние на по-рехав (кисело мляко) или твърд (сирене) гел. При подсирването връзката между казеиновите мицели се осъществява посредством двувалентни калциеви катиони, които свързват по един казеинов мицел с всяка свободна валентност.